# 25 Cancri
25 Cancri (25 Cnc / d2 Cancri) es una estrella en la constelación de Cáncer de magnitud aparente +6,10.
Se encuentra a 146 años luz de distancia del sistema solar.
25 Cancri es una estrella blanco-amarilla de la secuencia principal de tipo espectral F6V.
Similar a ρ Tucanae o a 110 Herculis, tiene una temperatura efectiva de 6472 - 6488 K y una luminosidad seis veces superior a la luminosidad solar.
Su diámetro angular, de 0,395 milisegundos de arco, permite estimar su radio, siendo éste un 90% más grande que el del Sol.
Gira sobre sí misma con una velocidad de rotación proyectada —límite inferior de la misma— de 10 km/s y tiene una masa entre 1,30 y 1,37 masas solares.
Es una estrella del disco fino con una edad de 2300 millones de años.
25 Cancri presenta una metalicidad —abundancia relativa de elementos más pesados que el helio— inferior a la solar entre un 33% y un 50%, el valor varía dependiendo de la fuente consultada.
Su contenido de litio es, sin embargo, más elevado que el del Sol (logє[Li] = 2,58), lo cual no es raro ya que nuestra estrella parece estar empobrecida en este elemento en relación con otras estrellas análogas de su entorno.